# Dimos Argithea
Dimos Argithea (Argithea) är en kommun i Grekland.   Den ligger i prefekturen Nomós Kardhítsas och regionen Thessalien, i den centrala delen av landet, 240 km nordväst om huvudstaden Aten. Antalet invånare är 2 488. Arean är 366 kvadratkilometer.
Terrängen i Dimos Argithea är bergig.